# Katherine Bodis
Katherine Isabel Bodis Herrera (née le 24 mars 1984 à Santiago) est un mannequin et une animatrice de télévision chilienne.

## Télévision
- El tiempo en Mega (Mega)
- 2009 : 1910 (Canal 13) : Participante
- Secreto a voces (Mega) : Commentatrice de spectacles
- En portada (UCV Télévision) : Commentatrice de spectacles et animatrice
- 2013 : Saison 3 de Mujeres primero (La Red) : Elle-même (1 épisode)
- 2014 : Saison 4 de Mujeres primero (La Red) : Elle-même (1 épisode)